# Parcul Național Morne Diablotin

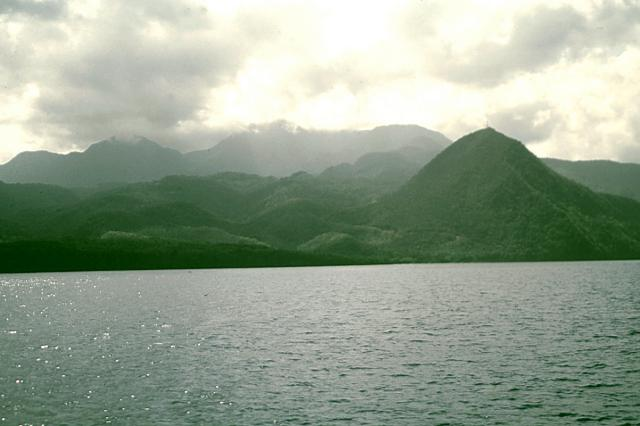
Morne Diablotins, cel mai mare vulcan din Dominica, este situat în Parcul Național Morne Diablotin.

Parcul Național Morne Diablotin este un parc național din lanțurile muntoase din nordul Dominicăi, o națiune insulară din Caraibe. Parcul cuprinde 3.335 de hectare, reprezentând 4,4% din suprafața țării. A fost înființat în ianuarie 2000, în principal pentru a proteja habitatul papagalului sisserou pe cale de dispariție, o specie de păsări endemice care reprezintă unul din simbolurile naționale al Dominicăi.
Parcul găzduiește Morne Diablotin care are o înălțime de 1.447 metri, cel mai înalt munte de pe insulă și al doilea cel mai înalt munte din Antilele Mici.
Pe parcursul secolului al XVIII-lea, acest loc a fost cel unde s-au aflat cel puțin șase tabere diferite de sclavi fugiți. Dr. John Imray, un medic scotian, a finalizat prima scalare înregistrată a Morne Diablotin în 1867.  Astăzi, parcul găzduiește 18 specii aviare diferite.